# ポンコツシリーズ
『ポンコツシリーズ』は、石川英輔によるジュニア向けSF小説の三部作。
1977年から1979年にかけて、鶴書房より刊行された。その後、朝日ソノラマ・評論社・講談社と、三度にわたって再出版されている。ただし三度目に講談社から刊行された時は、第一作「ポンコツタイムマシン騒動記」しか出版されなかった。
東京の下町に住むマッドサイエンティスト「先生」が、その発明（ガラクタで作ったので、見た目はまったくのポンコツ）で引き起こす騒動を、毎回それに巻き込まれる中学生「三郎」の目を通して描いている。

## あらすじ
ポンコツタイムマシン騒動記
とある日曜日。東京の下町にあるラーメン屋の息子、三郎は、近所の通称「電気お化け屋敷」へ出前に行った時、半ば無理矢理、そこの主人である「先生」の作ったポンコツタイムマシンに乗せられてしまう。先生の発明なんてまるで信じていなかった（それ以前に、タイムマシンがどういう物かさえ理解していなかった）三郎だが、それは確かに本物のタイムマシンだった。ところがこのタイムマシン、時間を移動するだけでなくパラレルワールドの間をも行き来出来るという、とんでもない代物だった。そのせいで先生と三郎、先生の娘である「トキ子」の三人は、元の世界によく似たいくつものパラレルワールドをさまよう羽目になる。
ポンコツロボット太平記
前作から一年あまり、三郎の家であるラーメン屋「楽珍軒」は、ピンチに陥っていた。唯一の店員が実家の事情で一時帰省してしまい、出前の人手が足りずに三郎も両親も疲れ切ってしまったのだ。このままでは臨時休業するしか無いが、そうすると常連客を失うおそれがある。「電気お化け屋敷」で、三郎がそのことについ愚痴をこぼすと、先生とその助手「運平」が、あることを言い出す。自分たちの作ったロボット「太平」が、楽珍軒の出前に使えないかと言うのだ。ところがこの太平、性能は良いのだが外見はスクラップ同然。出前はちゃんとやるのだが口も態度も悪く、いくつも珍事件を起こすことになる。
1978年、NHKの「少年ドラマシリーズ」で映像化された。ただし太平のデザインは、小説の挿し絵とはまったく異なっている。
ポンコツUFO同乗記
中学最後の夏休み、間も無く旧盆という時期。三郎の住む町内の人々も次々に東京を離れ、楽珍軒もひまになり数日間休業することになった。その前日、出前で「電気お化け屋敷」に行った三郎は、先生たちから「キャンプに行かないか」と誘われる。田舎も無く行けるような親戚もいない三郎は喜んで承知するが、その行き先とは地球上ではなかった。その夜、ロボットの太平をも加え、先生と運平の作ったポンコツ宇宙船(UFO形)で地球を飛び立つ一行。惑星間どころか恒星間空間をも飛び越え、地球とはまるで違う星を三つ訪問。異星人とのファーストコンタクトまで果たすことになる。

## 登場人物
三郎
全編を通じての主人公兼語り手。東京の下町にあるラーメン屋「楽珍軒」の一人息子。馬鹿ではないが極度の勉強嫌いで、成績も当然それ相応。しかも知的好奇心が無いらしく、ひどい無知無学。そのせいで、周囲をよく呆れさせる。しかし怠け者ではなく、家業の手伝いは熱心にやっている。将来は大学どころか高校にも行くつもりが無く、中学を卒業したら別のラーメン屋で修行を積んだ後、家業を継ぐ予定。勉強するのが嫌だからラーメン屋になるのではなく、ラーメン屋になりたいから不必要な勉強はしないという、いわば積極的に劣等生になっている少年である。だから成績が悪くてもまったく気にしない。「先生」の発明が起こす騒動によく巻き込まれるが、どこかそれを楽しんでいるような節もある。
先生
楽珍軒の近所にある、通称「電気お化け屋敷」に住む老マッドサイエンティスト。本名は太造。推定年齢60代。元は理科の教師をしていたため、今でも「先生」と呼ばれる。本業は廃物を修理して売ることで、自宅はひろったり引き取ってきた廃物であふれかえっている。しかし何でも新品同様に修理してしまうため、その腕だけは天才的と言われている。マッドサイエンティストにありがちな、いい加減で無責任な性格で、自分の発明でよく騒動を起こす。
トキ子
先生の一人娘。ただし30代の出戻り。「電気お化け屋敷」の住人では一番頼りになる。先生も助手の運平も、トキ子には頭が上がらない。
時山 運平
「ポンコツタイムマシン騒動記」の途中から「電気お化け屋敷」に加わった、先生の助手。20代前半で、性格は先生よりずっとまとも。少年時代からのSFファンでメカに強く、壊れた機械の修理が好きで、その腕は良い。
太平
先生と運平が、スクラップから作り上げた作業用ロボット。ロボットと言っても人型ではなく、外見は四角柱に作業用のアームと歩くための足(イラストでは4面に3本ずつの12本)を取り付け、前後左右にテレビカメラとマイクとスピーカーを組み込んだようなもの。材料が材料なので見た目はガラクタにしか見えない。先生と運平によって出前用に楽珍軒に貸し出される。出前だけでなく、塾で数学の教師を務めたり(しかも優秀)、法律談義で警察官をやり込めたり、「ポンコツUFO同乗記」では異星人の言葉を翻訳するなど、見かけからは信じられないほどの高性能。しかし口と態度が悪く、たまにトラブルを起こす。仕事はちゃんとやるし、勝手な行動をすることも無いのだが……。